# Sewadjkare
Sewadjkare, auch Sewadj-ka-Re, war der Thronname eines altägyptischen Königs (Pharaos) der 13. Dynastie (Zweite Zwischenzeit). Er regierte um 1737 v. Chr.
Dieser Herrscher ist bisher nur von dem Königspapyrus Turin bekannt und wird dort als 10. Herrscher der 13. Dynastie geführt. Die Dauer seiner gewiss kurzen Regierungszeit ist unbekannt. Der Turiner Königspapyrus gibt für seine Regierungsdauer 6 oder 11 Tage (je nach Lesung der Zeichen) an.